# Antwerp Port Epic 2023
L'Antwerp Port Epic 2023, sesta edizione della corsa e valida come prova dell'UCI Europe Tour 2023 categoria 1.1, si svolse il 21 maggio 2023 su un percorso di 182,1, con partenza e arrivo a Charleroi, in Belgio. La vittoria fu appannaggio del belga Dries De Bondt, il quale completò il percorso in 4h12'44", alla media di 43,231 km/h, precedendo i connazionali Timo Kielich e Quinten Hermans.
Sul traguardo di Anversa 50 ciclisti, dei 105 partiti dalla medesima località, portarono a termine la competizione.

## Squadre e corridori partecipanti
| N.    | Cod. | Squadra                   |
| ----- | ---- | ------------------------- |
| 1-7   | ADC  | Alpecin-Deceuninck        |
| 11-17 | CGF  | Continentale Groupama-FDJ |
| 21-27 | TFB  | Team Flanders-Baloise     |
| 31-37 | TEN  | TotalEnergies             |
| 41-47 | LTD  | Lotto Dstny               |
| 51-57 | BWB  | Bingoal WB                |
| 61-67 | EUS  | Euskaltel-Euskadi         |
| 71-77 | IPT  | Israel-Premier Tech       |

| N.      | Cod. | Squadra                     |
| ------- | ---- | --------------------------- |
| 81-87   | BEB  | Bolton Equities Black Spoke |
| 91-97   | Q36  | Q36.5 Pro Cycling Team      |
| 101-107 | ARA  | ARA-Skip Capital            |
| 111-116 | BCY  | BEAT Cycling Club           |
| 121-127 | TIS  | Tarteletto-Isorex           |
| 131-137 | TDT  | TDT-Unibet Cycling Team     |
| 141-147 | BLN  | Team BridgeLane             |
| 151-157 | TCQ  | Team ColoQuick              |

## Ordine d'arrivo (Top 10)
| Pos. | Corridore          | Squadra       | Tempo    |
| ---- | ------------------ | ------------- | -------- |
| 1    | Dries De Bondt     | Alpecin       | 4h12'44" |
| 2    | Timo Kielich       | Alpecin       | a 16"    |
| 3    | Quinten Hermans    | Alpecin       | s.t.     |
| 4    | Florian Vermeersch | Lotto         | s.t.     |
| 5    | Thomas Bonnet      | TotalEnergies | s.t.     |
| 6    | Sander De Pestel   | Flanders      | s.t.     |
| 7    | N. Amdi Pedersen   | ColoQuick     | a 26"    |
| 8    | Giacomo Nizzolo    | Israel        | s.t.     |
| 9    | Sandy Dujardin     | TotalEnergies | s.t.     |
| 10   | Dries Van Gestel   | Israel        | s.t.     |